# Пираты! Банда неудачников
«Пираты! Банда неудачников» (англ. The Pirates! Band of Misfits) — анимационный 3D-фильм с использованием кукольной мультипликации от Sony Pictures Animation и Aardman Animations. В Великобритании мультфильм вышел на экраны 28 марта 2012 года, в России — 26 апреля и 27 апреля 2012 года в США. Сюжет мультфильма основан на серии книг писателя Гидеона Дефо «Пираты!». Фильм озвучивают Хью Грант, Сальма Хайек, Джереми Пивен, Имельда Стонтон и Дэвид Теннант. В Великобритании фильм получил рейтинг U от BBFC за «весьма умеренный уровень языка, насилия, угроз и отдельных намёков» и PG от MPAA в США за «умеренный экшн, грубый юмор и отдельные использования брани», что делает его третьим фильмом Aardman Animations с таким рейтингом. Занимает 4 место в списке самых кассовых кукольных мультфильмов.
14 августа 2011 года Питер Лорд написал в Твиттере о возможном продолжении, которое вскоре было отклонено.

## Сюжет
Действие мультфильма происходит в 1837 году. Главный герой — пиратский капитан — возглавляет дружную, но неорганизованную шайку пиратов-любителей, пытающихся снискать себе славу семи морей. Чтобы доказать свою доблесть, он подаёт заявку на участие в конкурсе «Пират года», в котором обычно побеждает пират с наибольшим количеством награбленного.
В погоне за сокровищами пиратский капитан и его команда берут на абордаж корабль Чарльза Дарвина. Последний подсказывает капитану, что тот сможет быстро разбогатеть, если примет участие в конкурсе «Учёный Года», проходящем в Королевской Академии в Лондоне. Дело в том, что у пиратского капитана есть экземпляр считавшейся вымершей птицы додо, которая может произвести сенсацию в учёных кругах.
В Лондоне пираты получают главный приз из рук самой королевы Виктории, которая, впрочем, ненавидит пиратов, но прощает пиратского капитана. Она предлагает ему огромные богатства за редкую птицу додо, и после недолгих колебаний пиратский капитан втайне от команды соглашается променять любимицу команды на сокровища.
Казалось бы, главный приз «Пирата года» у них в руках, но тут открывается правда: пиратский капитан был помилован королевой Викторией и больше не достоин звания пирата. Теперь команде предстоит вырвать любимицу додо из рук королевы, которая оказывается любительницей мяса редких животных, вернуть себе звание пиратов и получить заветный трофей.

## Роли озвучивали
| Персонаж                                   | Оригинальное озвучивание                                                    |
| ------------------------------------------ | --------------------------------------------------------------------------- |
| Пиратский капитан                          | Хью Грант                                                                   |
| Пират с шарфом                             | Мартин Фримен                                                               |
| Королева Виктория                          | Имельда Стонтон                                                             |
| Чарльз Дарвин                              | Дэвид Теннант                                                               |
| Чёрный Беллами                             | Джереми Пивен                                                               |
| Сабля Лиз                                  | Сальма Хайек                                                                |
| Культя Хастингс (пират с деревянной ногой) | Ленни Генри                                                                 |
| Пиратский король                           | Брайан Блессид                                                              |
| Пират-альбинос                             | Рассел Тови (на премьере в Великобритании)/Антон Ельчин (на премьере в США) |
| Пират с подагрой                           | Брендан Глисон                                                              |
| Удивительно фигуристый пират               | Эшли Дженсен                                                                |
| Пират, любящий закаты и котят              | Бен Уайтхед (на премьере в Великобритании)/Эл Рокер (на премьере в США)     |
| Адмирал Коллингвуд                         | Майк Купер                                                                  |
| Скарлетт Морган                            | Дэвид Шнайдер                                                               |

## Отмененный сиквел
К августу 2011 года Aardman Animations уже работал над идеей сиквела «Пираты! Банда неудачников», и к июню 2012 года был подготовлен рассказ, ожидавший поддержки проекта Sony. В конце концов Sony решила не поддерживать проект из-за недостаточности международных доходов. По словам режиссёра Питера Лорда: «Это было близко, но недостаточно близко. Я весь загорелся желанием делать больше. Это было так весело! У нас действительно есть плакат „Пираты! В приключении с ковбоями!“ Это было бы просто здорово».